# Beauveria caledonica
Beauveria caledonica är en svampart som beskrevs av Bissett & Widden 1988. Beauveria caledonica ingår i släktet Beauveria och familjen Cordycipitaceae.   Inga underarter finns listade i Catalogue of Life.